# Schloss Neunstetten

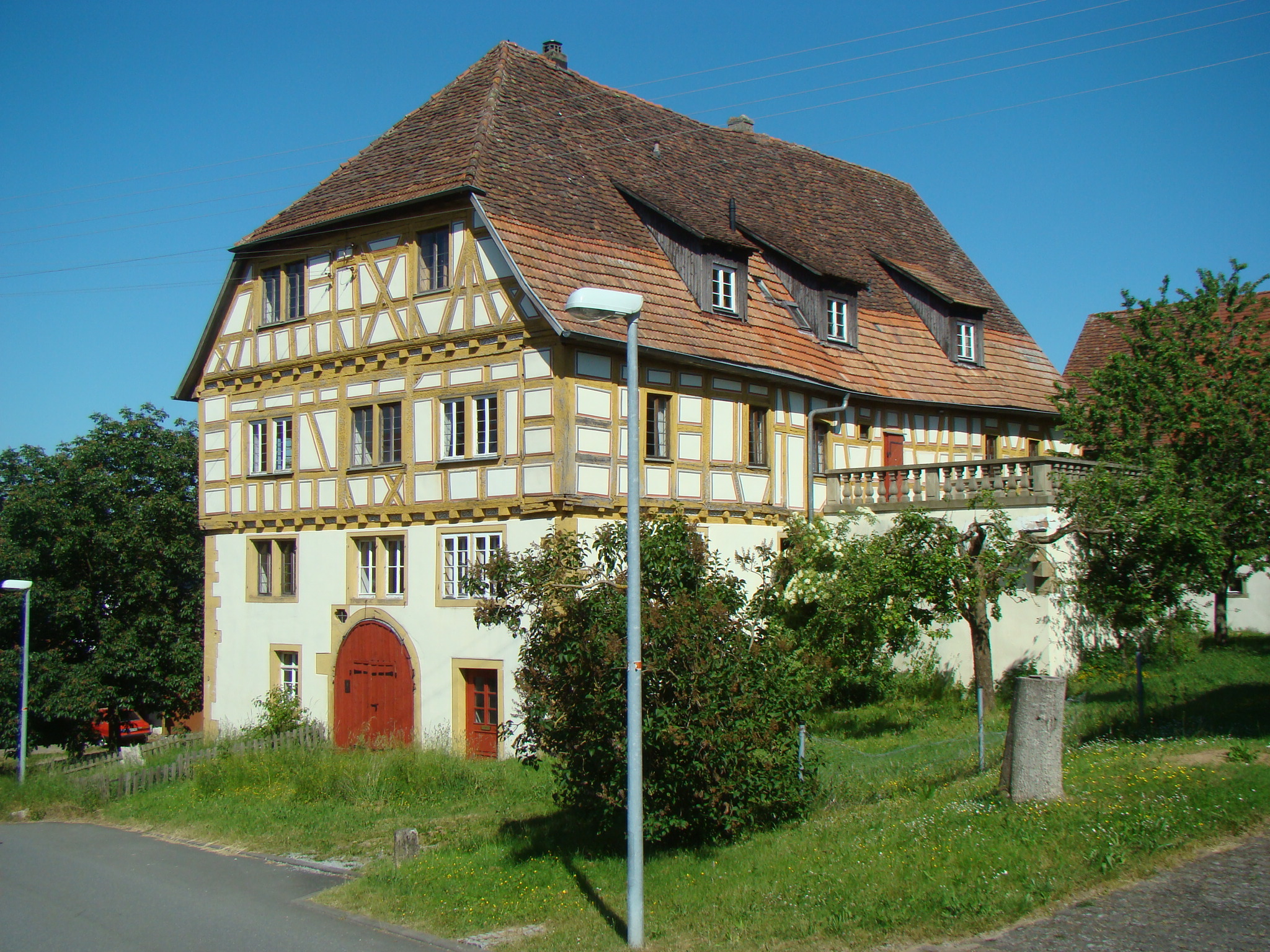
Schloss Neunstetten

Das Schloss Neunstetten befindet sich in Neunstetten, einem Ortsteil der Stadt Krautheim im Hohenlohekreis (Baden-Württemberg). Das Fachwerkhaus ist ein geschütztes Baudenkmal.

## Geschichte
Das Gebäude wurde im Jahre 1568 vom Sohn des berühmten Götz von Berlichingen, Hans Jakob, der als letzter der Familie von Berlichingen im Kreuzgang des Klosters Schöntal bestattet ist, erbaut. Dreimal weist die Jahreszahl 1568 an der linken Frontseite des Schlosses auf das Jahr der Fertigstellung hin.
Das Schloss mit Hofgut blieb bis 1926, dem Verkauf an die Gemeinde Neunstetten, im Besitz der Familie von Berlichingen. Nach dem Kauf durch einen Privatmann im Jahr 1979 wurde das Schloss umfassend renoviert. Im Jahr 1994 wurde die Restaurierung mit dem Landesdenkmalpreis Baden-Württemberg ausgezeichnet.